# Bacchisa sumatrana
Bacchisa sumatrana är en skalbaggsart som beskrevs av Stefan von Breuning 1966. Bacchisa sumatrana ingår i släktet Bacchisa och familjen långhorningar. Inga underarter finns listade.